# Rokada
Rokada (rohada ili rošada) je specifičan šahovski potez. Svrha mu je bolja zaštita kralja. To je jedini potez prilikom kojega se pomiču dvije figure, a računa se kao jedan potez. Također je jedini potez u kome kralj može prijeći dva polja.

## Definicija
Službeno se smatra da je rokada jedan potez kraljem, iako se pomiču dvije figure. Rokada obuhvaća pomicanje kralja i topa, a izvodljiva je ako su ispunjeni sljedeći uvjeti:
1. kralj i top kojima se vrši rokada nisu pomicani sa svojih položaja od početka partije,
2. na poljima između kralja i topa s kojim se rokira nema drugih figura,
3. kralj koji rokira nije "pod udarom", odnosno nije "u šahu",
4. nisu pod udarom polja preko kojih kralj treba prijeći, niti polje na koje treba doći.

Osim točke 1 (pravo na rokadu je izgubljeno), rokada je privremeno spriječena i može se izvršiti kad se otklone navedene smetnje.

## Izvođenje
Da bi se potez smatrao rokadom, mora se prvo igrati kraljem! Kralj se pomiče sa svog položaja dva polja prema topu s kojim rokira (drugo polje podrazumijeva polje na koje dolazi). Zatim se uzima top, preskače kralj i stavlja na polje koje je kralj preskočio.
Postupak rokiranja isti je za oba igrača. Postoje ukupno 4 moguće rokade, 2 za bijelog i 2 za crnog kralja. Ovisno o smjeru kretanja kralja, razlikujemo malu rokadu i veliku rokadu:
- Ke1-c1 i Ta1-d1 (O-O-O, velika rokada bijelog)
- Ke1-g1 i Th1-f1 (O-O, mala rokada bijelog)
- Ke8-c8 i Ta8-d8 (O-O-O,velika rokada crnog)
- Ke8-g8 i Th8-f8 (O-O, mala rokada crnog)

## Vanjske poveznice
- Hrvatski šahovski savez